# Francesco Spinacino

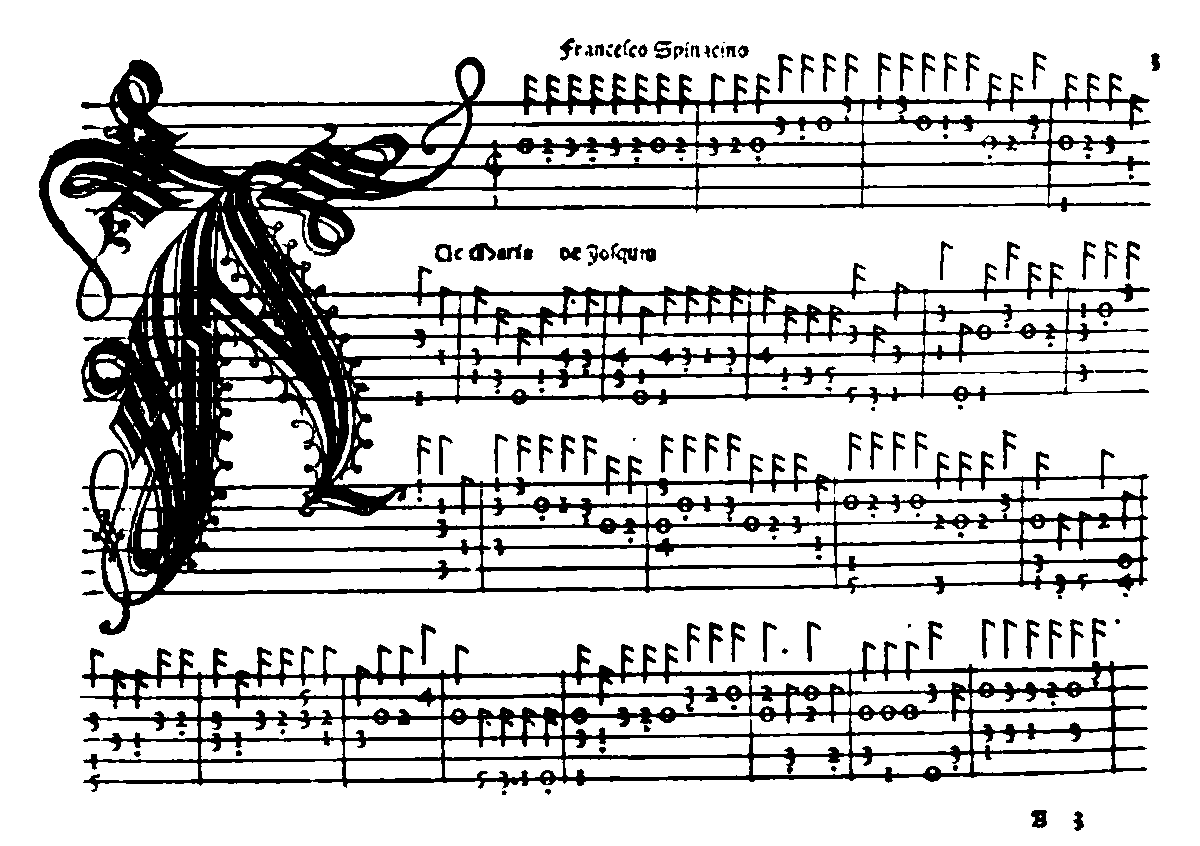
Ein Werk Spinacinos aus dem Lautenbuch

Francesco Spinacino (* 2. Hälfte des 15. Jahrhunderts in Fossombrone; † nach 1507 vermutlich in Venedig) war ein italienischer Lautenist und Komponist. 
Spinacinos Werke wurden in zwei von vier Lautenbüchern Intabulatura de Lauto von Ottaviano dei Petrucci veröffentlicht – die ersten gedruckten Tabulaturen für die Laute überhaupt. Sie enthalten 27 Ricercari, 2 Bassedanze und 52 Lautenbearbeitungen. In einer Bearbeitung für zwei Lauten von Johannes Ghiselins Joli Amours wird zum ersten Mal der Ausdruck „Recercare“ verwendet. Beide Bücher enthalten eine kurze Einführung in die Tabulatur-Notation.
Spinacinos Ricercari sind für die damalige Zeit recht aufwändig und in freier Form gehalten; oft wechseln sich virtuose und imitative Passagen ab.

## Werk
- Intabulatura De Lauto. Faksimile, herausgegeben von Albert Reyerman, Tree Edition, Lübeck 2011